# Seth Feroce
Seth Feroce, pseud. Ferocious (ur. 21 listopada 1984 r.) – amerykański kulturysta.

## Biogram
Kulturysta amator, sukcesy odnoszący od roku 2009. Wówczas najpierw zwyciężył w zawodach organizowanych przez federację National Physique Committee (NPC) w Pittsburghu, a następnie także został Mistrzem Kraju federacji NPC. W 2010, podczas rozgrywek Europa Supershow organizacji International Federation of BodyBuilders (IFBB), zdobył złoty medal w kategorii zawodników o wadze lekkiej.
Obecnie mieszka w New Kensington w Pensylwanii, wcześniej zamieszkiwał Cleveland w stanie Ohio. Żonaty z Elise Feroce, wychowuje córkę.
Warunki fizyczne:
- wzrost: 168 cm
- waga startowa: 90 kg

## Osiągnięcia
- 2009:
  - Northern Kentucky Championships − federacja NPC, kategoria ciężka − I m-ce
  - Pittsburgh Bodybuilding Fitness & Figure Championships – fed. NPC, kat. lekkociężka – I m-ce
  - Pittsburgh Bodybuilding Fitness & Figure Championships – fed. NPC – całkowity zwycięzca
  - National Bodybuilding Championships − fed. NPC, kat. lekkociężka − I m-ce
- 2010:
  - Europa Supershow − fed. IFBB, kat. lekka − I m-ce